# Tilde (Schiff)
Die Tilde war ein von 1978 bis 2009 zwischen der Nordseeinsel Spiekeroog und Neuharlingersiel eingesetztes Frachtschiff. Das Schiff gehörte der Nordseebad Spiekeroog GmbH. Es wurde 2009 außer Dienst gestellt und durch die Spiekeroog IV ersetzt.

## Geschichte
Das Schiff wurde 1949 unter dem Namen Konrad in Hamburg als Binnenschiff für den Reeder Konrad Mörker (Haren (Ems)) gebaut. Im Juni 1978 erfolgte der Verkauf an die NSB, Spiekeroog. Das Schiff wurde von Haren an der Ems zur Schiffswerft Julius Diedrich überführt, wo der Umbau durchgeführt wurde. Für den Umbau wurde das Schiff in drei Stücke zertrennt und verkürzt wieder zusammengesetzt. Der erste Einsatz des Schiffes war im November 1978. Fortan war die Tilde das einzige reedereieigene Frachtschiff, das zwischen Neuharlingersiel und dem Anleger Spiekeroog, ab 1981 dem neuen ortsnahen Spiekerooger Hafen, verkehrte.
Anfang der 1980er Jahre wurde der Hauptmotor durch den Einbau des gebrauchten KHD-Fahrmotors der Spiekeroog III ersetzt, der dort ausgebaut worden war.
In den 31 Jahren Dienstzeit beförderte die Tilde etwa 230.000 Tonnen Fracht.
Die Tilde musste außer Dienst gestellt werden, da sie nicht mehr den Vorgaben des Bundesministeriums für Verkehr, Bau und Stadtentwicklung entsprach.
Sie wurde anschließend in die Niederlande verkauft und sollte zu einem Hausboot umgebaut werden.